# Serhíi Txerniavski
Serhíi Volodímirovitx Txerniavski (en ucraïnès Сергій Володимирович Чернявський; 2 d'abril de 1976) va ser un ciclista ucraïnès, que es va especialitzar en el ciclisme en pista.
Del seu palmarès destaca la medalla de plata als Jocs de Sydney en persecució per equips, i un Campionat del món en la mateixa disciplina.

## Palmarès
- 2000
  -  Medalla de bronze als Jocs Olímpics de Sydney en Persecució per equips (amb Serhíi Matvèiev, Oleksandr Simonenko i Oleksandr Fèdenko)
- 2001
  -  Campió del món en Persecució per equips (amb Lyubomyr Polatayko, Oleksandr Simonenko i Oleksandr Fèdenko)

### Resultats a laCopa del Món
- 1997
  - 1r a Fiorenzuola d'Arda, en Persecució per equips
- 1999
  - 1r a Fiorenzuola d'Arda, en Persecució per equips